# Cantón de Saint-Germain-Laval
El cantón de Saint-Germain-Laval era una división administrativa francesa, que estaba situada en el departamento de Loira y la región de Ródano-Alpes.

## Composición
El cantón estaba formado por catorce comunas:
- Amions
- Bully
- Dancé
- Grézolles
- Luré
- Nollieux
- Pommiers
- Saint-Georges-de-Baroille
- Saint-Germain-Laval
- Saint-Julien-d'Oddes
- Saint-Martin-la-Sauveté
- Saint-Paul-de-Vézelin
- Saint-Polgues
- Souternon

## Supresión del cantón de Saint-Germain-Laval
En aplicación del Decreto nº 2014-260 de 26 de febrero de 2014, el cantón de Saint-Germain-Laval fue suprimido el 22 de marzo de 2015 y sus 14 comunas pasaron a formar parte del nuevo cantón de Boën-sur-Lignon.